# Armatocereus riomajensis
Armatocereus riomajensis är en kaktusväxtart som beskrevs av Werner Rauh och Curt Backeberg. Armatocereus riomajensis ingår i släktet Armatocereus och familjen kaktusväxter. Inga underarter finns listade i Catalogue of Life.

## Bildgalleri

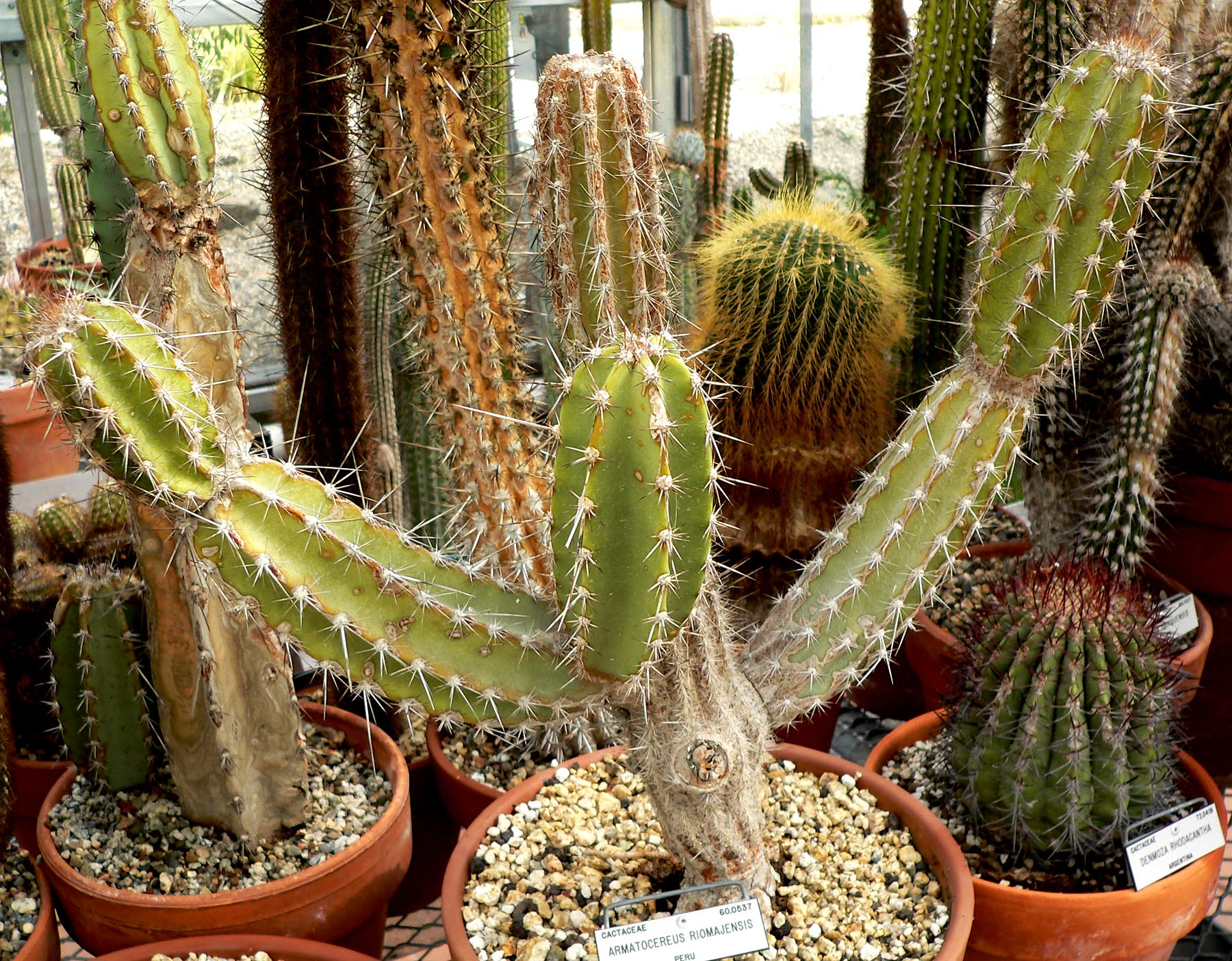
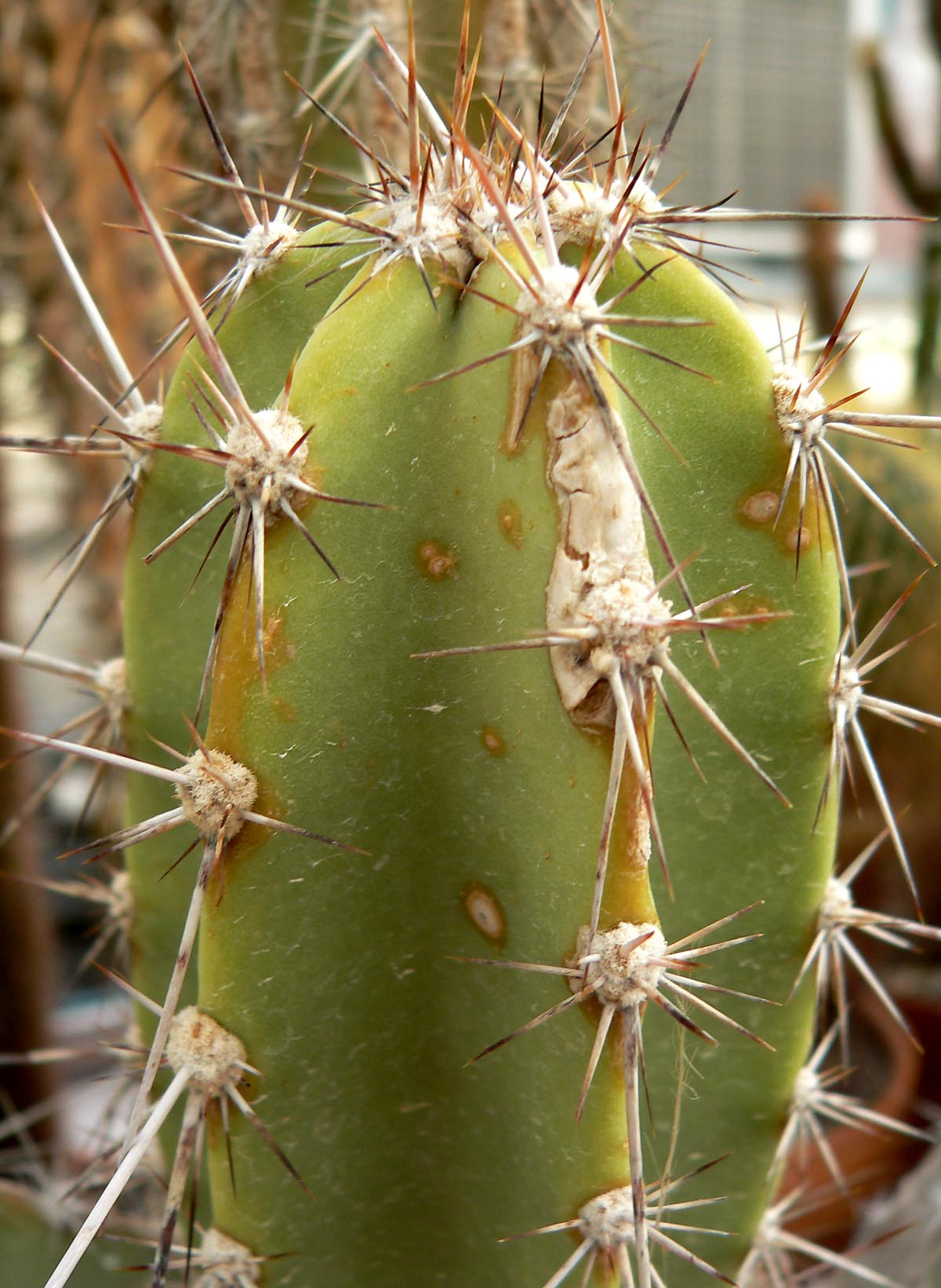
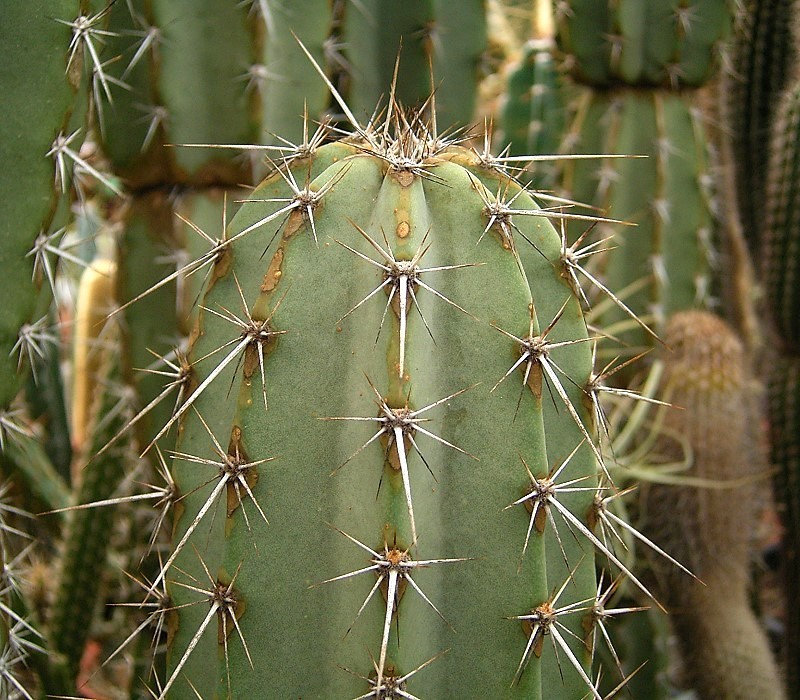